# Alchil

Grupă izopropil

În chimia organică, se numește alchil un radical sau un substituent (poate fi considerat și grupă funcțională) format de la un alcan, căruia îi lipsește un atom de hidrogen.  În formulele structurale, simbolul R este folosit pentru a desemna o grupă alchil nespecificată. Cea mai simplă grupă alchil este metil, cu formula CH3. 